# سایرینا ایروین
سایرینا ایروین (انگلیسی: Sirena Irwin) یک هنرپیشه اهل ایالات متحده آمریکا است. وی از سال ۱۹۹۸ میلادی تاکنون مشغول فعالیت بوده‌است. وی صداپیشه مادر باب اسفنجی در کارتون باب اسفنجی شلوار مکعبی است.

## بخشی از فیلمشناسی
- رزیستنس ۳ (۲۰۱۱)
- باب‌اسفنجی شلوارمکعبی (۱۹۹۹–۲۰۱۱) در نقش مادر باب اسفنجی
- جنگ نهایی تام کلنسی (۲۰۰۸)
- دارودسته (مجموعه تلویزیونی) (۲۰۰۷)
- فیلم باب‌اسفنجی شلوار مکعبی (۲۰۰۴)
- نمایش درو کری (۲۰۰۴)